# Jerry Ahrlin
Jerry Ahrlin (15 gennaio 1978) è un ex fondista svedese specializzato nelle gare di lunga distanza (granfondo).

## Biografia
In Coppa del Mondo ha esordito il 5 marzo 2002 a Stoccolma (26°) e ha ottenuto il primo podio il 4 marzo 2006 nella Vasaloppet, quell'anno inclusa nel calendario di Coppa (2°). Non ha partecipato né a rassegne olimpiche né iridate.
Si dedica principalmente alla Marathon Cup, manifestazione svolta sotto l'egida della FIS che ricomprende gare su lunghissime distanze. In questa specialità ha colto i suoi più importanti successi, aggiudicandosi il trofeo nel 2007 e nel 2011. In carriera ha vinto anche una volta la Birkebeinerrennet (nel 2009) e tre volte la Marcialonga (nel 2007, nel 2009 e nel 2011).

## Palmarès

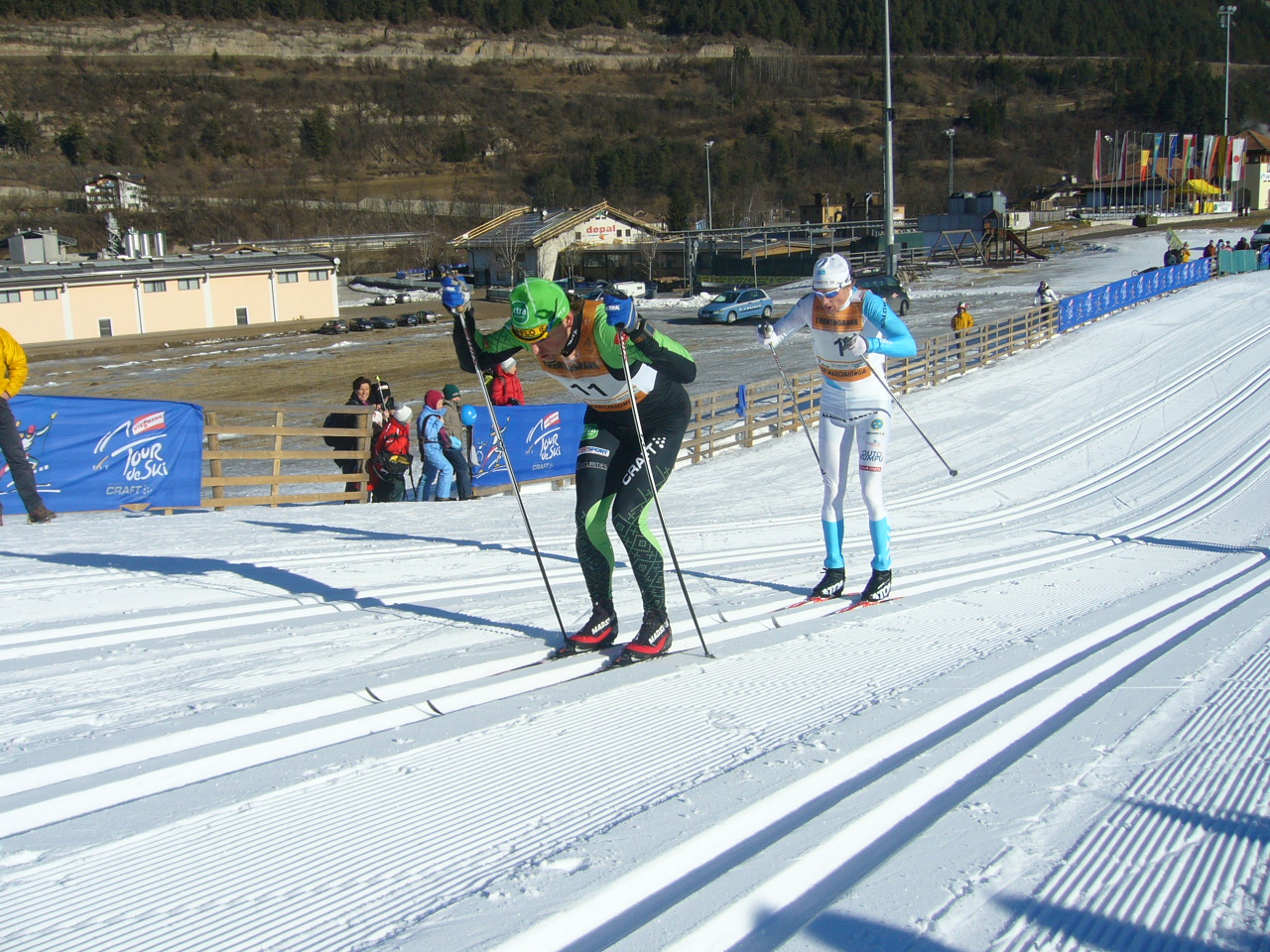
Marcialonga 2011: Jerry Ahrlin seguito da Oskar Svärd durante il passaggio allo Stadio del fondo di Lago di Tesero

### Coppa del Mondo
- Miglior piazzamento in classifica generale: 66º nel 2006
- 1 podio (individuale):
  - 1 secondo posto

### Marathon Cup
- Vincitore della Marathon Cup nel 2007 e nel 2011
- 19 podi:
  - 7 vittorie
  - 4 secondi posti
  - 8 terzi posti

#### Marathon Cup - vittorie
| Data             | Gara              | Località      | Nazione  | Spec.       |
| ---------------- | ----------------- | ------------- | -------- | ----------- |
| 17 dicembre 2006 | La Sgambeda       | Livigno       | Svezia   | 42 km TL MS |
| 28 gennaio 2007  | Marcialonga       | Val di Fiemme | Italia   | 70 km TC MS |
| 18 febbraio 2007 | Tartu maraton     | Otepää        | Estonia  | 63 km TC MS |
| 16 dicembre 2007 | La Sgambeda       | Livigno       | Svezia   | 42 km TL MS |
| 30 gennaio 2011  | Marcialonga       | Val di Fiemme | Italia   | 70 km TC MS |
| 6 febbraio 2011  | König-Ludwig-Lauf | Oberammergau  | Germania | 42 km TC MS |
| 20 febbraio 2011 | Tartu maraton     | Otepää        | Estonia  | 63 km TC MS |

Legenda:

TC = tecnica classica

TL = tecnica libera

MS = partenza in linea